# Зав'язанцівська сільська рада
| Зав'язанцівська сільська рада — колишній орган місцевого самоврядування у Мостиському районі Львівської області з адміністративним центром у с. Зав'язанці. Історична дата утворення: в 1993 році. Сільській раді були підпорядковані населені пункти: - с. Зав'язанці - с. Княгиничі - с. Костильники - с. Кропильники - с. Ніговичі - с. Солтиси - с. Топільниця |

## Склад ради
Рада складалася з 16 депутатів та голови.

### Керівний склад ради
| ПІБ                      | Основні відомості                                                                                          | Дата обрання | Дата звільнення |
| ------------------------ | --- | ------------ | --------------- |
| Лядик Ігор Володимирович | Сільський голова, 1966 року народження, освіта, безпартійний                                               | 26.03.2006   | 31.10.2010      |
| Крутій Олег Михайлович   | Сільський голова, 1963 року народження, освіта незакінчена вища, член Всеукраїнського об'єднання «Свобода» | 31.10.2010   |                 |

Примітка: таблиця складена за даними джерела